# Катастрофа Boeing 737 под Давао
Катастрофа Boeing 737 под Давао — крупная авиационная катастрофа, произошедшая в среду 19 апреля 2000 года. Авиалайнер Boeing 737-2H4 авиакомпании Air Philippines выполнял внутренний рейс GAP541 по маршруту Манила— Давао, но при заходе на посадку врезался в гору Каланган около аэропорта Давао. Погибли все находящиеся на его борту 124 пассажира и 7 членов экипажа (всего 131 человек).
Крупнейшая авиакатастрофа на Филиппинах.

## Самолёт
Boeing 737-2H4 имел заводской номер 21447 и серийный 508, был выпущен в 1978 году и первый полёт совершил 19 января. Оснащён двумя турбореактивными двигателями Pratt & Whitney JT8D-9A. 2 февраля того же года под бортовым номером N50SW был передан авиакомпании Southwest Airlines. 16 марта 1999 года был приобретён авиакомпанией Air Philippines, в которой он получил бортовой номер RP-C3010. На день катастрофы совершил 79 522 цикла «взлёт-посадка» и налетал 68 475 часов.

## Катастрофа
Самолёт выполнял внутренний рейс GAP541 (позывной — Orient 541) из Манилы в Давао, из Манилы он вылетел в 05:21. На его борту находились 6 членов экипажа (командир Эстратон Катипай (англ. Estraton Catipay), 22-летний второй пилот Дон Сардалла (англ. Don Sardalla) и 4 бортпроводника), 1 служебный пассажир (авиатехник) и 126 пассажиров, включая 4 детей. Посадка в Давао по плану должна быть в 06:45, но рейс 541 задержался. В 06:56, когда осуществлялся заход на посадку на ВПП №05, экипаж получил указание уходить на второй круг, так как в это время по полосе осуществлял руление другой самолёт (предположительно рейс PAL809 авиакомпании Philippine Airlines). Погода в это время была спокойная, хотя на небе стояла низкая облачность. Экипаж рейса 541 запросил разрешение на посадку с другой стороны — на ВПП №23, на это диспетчер согласился.
В 07:01 экипаж передал об удалении от аэропорта в 7 миль. В 07:03 диспетчер сообщил, что полоса свободна и посадка разрешена, однако экипаж ему не ответил. Диспетчер сделал несколько безуспешных вызовов, после чего в 07:18 сообщил об исчезновении рейса 541. В 07:25 на горе Каланган (англ. Kalangan) на острове Самал и в 6,5 километрах от Давао были обнаружены обломки авиалайнера. На высоте 152 метров над уровнем моря лайнер врезался в плантацию кокосовых пальм и почти полностью разрушился, уцелела только хвостовая часть. Все находившиеся на его борту 131 человек погибли, что превысило по масштабам произошедшую за 2 года до этого катастрофу DC-9 под Кагаян-де-Оро (104 погибших).
На 2024 год катастрофа рейса 541 остаётся крупнейшей авиакатастрофой на Филиппинах.

## Причины
Свидетели на земле сообщили, что слышали взрыв в небе и видели дым, выходивший из оперения самолёта до того, как тот врезался в землю.
В официальном отчёте виновником катастрофы был назван экипаж, который в условиях облачности был дезориентирован и снизился ниже безопасной высоты. В ответ родственники 100 погибших подали в суд на авиакомпанию Air Philippines, заявив, что самолёт был неисправен, имел нарушения целостности конструкции, а также неисправный высотомер. Страховые компании в ответ согласились на выплату компенсации в 165 000 000 долларов США для урегулирования судебных исков.